# 1314 км
1314 км — разъезд (населённый пункт) в Асекеевском районе Оренбургской области России. Входит в Яковлевский сельсовет.

## География
Разъезд расположен  в северо-западной части области, в пределах Восточно-Европейской равнины, в Заволжско-Предуральской лесостепной провинции, у административной границы с сельским поселением Яковлевский сельсовет, при остановочном пункте 1314 км Куйбышевской железной дороги.
Климат
Климат характеризуется как континентальный с морозной зимой и жарким летом. Среднегодовая температура составляет 2,5 °C. Средняя температура воздуха самого тёплого месяца (июля) — 19 — 22 °C (абсолютный максимум — 40 °C); самого холодного (января) — −17 — −14 °C (абсолютный минимум — −45 °C). Среднегодовое количество атмосферных осадков составляет 420 мм. Снежный покров держится в среднем около 150 дней в году.
Часовой пояс
Разъезд 1314 км как и вся Оренбургская область, находится в часовой зоне МСК+2. Смещение применяемого времени относительно UTC составляет +5:00.

## История
Населённый пункт появился при строительстве железной дороги. В селении жили семьи тех, кто обслуживал инфраструктуру разъезда.

## Население
| 2010 |
| ---- |
| 0    |

Национальный состав
Согласно результатам переписи 2002 года, в национальной структуре населения 	
мордвины составляли	67%, татары	33% из 3 чел..

## Инфраструктура
Путевое хозяйство. Действует остановочный пункт / пассажирская платформа 1314 км.

## Транспорт
Автомобильный и железнодорожный транспорт.